# Giuseppe Cava
Giuseppe Cava, detto Beppin da Ca', detto Beppìn da Cà (Savona, 12 marzo 1870 – 30 marzo 1940), è stato un poeta e scrittore italiano.
Fra quelli provenienti da Savona, è il poeta in lingua ligure che ha conosciuto maggior fama e ottenuto i maggiori riconoscimenti dalla critica letteraria nazionale. Il prof. Hermann W. Haller, docente di Lingua e letteratura italiana al Queens College e direttore di Dipartimento al Graduate Center della City University di New York, ha inserito il nome di Giuseppe Cava nel suo importante saggio in lingua inglese sulla poesia dialettale italiana The Other Italy: The Literary Canon in Dialect (1999).

## Biografia
Giuseppe Cava nacque a Savona il 12 marzo 1870, figlio di Antonio Cava ed Elisabetta Viola, in una casa posta sulla sinistra della torre del Brandale. Dopo aver frequentato le scuole elementari presso il collegio di via Riario retto dai Padri Scolopi, nel 1882 si iscrisse alla Scuola Professionale di Arti e Mestieri diretta da Federico Baldi che egli considerò sempre come il suo venerato maestro. Diplomatosi, iniziò a lavorare come operaio presso la fabbrica savonese Tardy e Benech; qui, all'età di diciotto anni, perse la gamba destra a causa di un incidente sul lavoro; impossibilitato a continuare il mestiere di operaio, costretto in casa, approfondì gli studi, meditando lunghe ore sulle opere del positivismo, leggendo i classici della poesia e della letteratura italiani ed europei, riflettendo sui problemi della classe operaia. In quel periodo egli ebbe la sventura di perdere l'amatissima madre.
Nel 1890, dopo aver appreso il mestiere del tipografo, Giuseppe Cava si accostò all'attività politica aderendo al movimento anarchico, di cui fu, a Savona, uno dei primi organizzatori insieme ad Angelo Moneta. Fu quello il periodo in cui egli diede vita al primo Fascio Operaio nella città di Savona, organizzando, tra l'altro, nel 1891, la prima manifestazione della festa del Primo Maggio a Savona e organizzando la lotta delle centinaia di disoccupati cittadini, distinguendosi come oratore polemico e spavaldo.
Legatosi all'anarchico Luigi Galleani, essendo ormai divenuto uno dei capi riconosciuti del movimento operaio savonese, nel maggio 1894 Giuseppe Cava e i membri principali della cellula anarchica di Savona furono processati per associazione a delinquere ai sensi dell'art. 248 del Codice di Procedura Penale. Il giudizio che si celebrò si inserì pienamente nell'ambito della repressione svolta dal governo di Crispi contro i fasci siciliani e per reprimere i moti in Lunigiana. Giudicato colpevole dal Tribunale di Savona per apologia di reato e condannato a sei mesi di carcere, per evitare l'arresto, Cava fuggì in Francia e poi in Germania e in Svizzera. Espulso da quest'ultimo paese, consegnato al valico di Lugano dalle autorità svizzere ai Reali Carabinieri, Cava fu condotto nel carcere di Genova dove scontò la pena per intero; fu poi inviato al confino alle Tremiti, a Ustica e a Lipari, dove rimase complessivamente un anno e mezzo. Da allora, Giuseppe Cava fu sempre sottoposto ai controlli della Questura di Savona, venendo schedato come anarchico e sovversivo.
Tornato a Savona, Cava tornò a dedicarsi all'attività di tipografo; ammorbidendo le tendenze anarchiche che aveva avuto in gioventù, iniziò a simpatizzare per il Partito Radicale. Nel 1901 fu eletto nel Comitato Esecutivo della prima Camera del Lavoro sorta in quell'anno a Savona. Entrò così in contatto con importanti personaggi del socialismo di allora, tra gli altri con Luigi Campolonghi, Alceste de Ambris ed Ezio Bartalini. Dal 20 settembre 1902, nella sua piccola tipografia "artistica" di via Montenotte, Cava cominciò a pubblicare Il Marciapiede, un periodico attento agli eventi della politica cittadina, che Cava preparava personalmente nei testi, nelle vignette (era un bravissimo disegnatore) e nelle poesie (fu in quegli anni che compose le prime poesie in lingua ligure sull'inserto O Manana). L'esperienza di quel giornale sarebbe durata fino al 1907, con alterne vicende, venendo la tipografia più volte perquisita dai Carabinieri.
In seguito ad avvenimenti tragici (la morte del primo figlio in tenera età, la rottura del legame con la sua compagna, la scomparsa dell'amato padre, infine la morte della figlia) Giuseppe Cava finì per allontanarsi dall'attività politica attiva, dedicandosi con alterne fortune alla sua tipografia. Fu in quel periodo che sviluppò la sua vena poetica. Nel 1923 pubblicò la Strenna de Savonn-a, una raccolta delle sue poesie più riuscite. Nel frattempo il poeta trasformò la sua tipografia in cartoleria, anche a causa dell'avvento del fascismo, che imponeva controlli e censure. In quegli anni si dilettò nella fabbricazione di giocattoli che vendeva nel suo negozio e che furono apprezzati anche dal giudice Raffaele Majetti. Molte sue poesie, tra il 1923 ed il 1927, furono poi pubblicate dal giornale savonese Il Messaggero Ligure e dai numeri unici dell'associazione savonese di storia, tradizioni e cultura cittadine A Campanassa. Alcune sue composizioni furono pubblicate da Filippo Noberasco sulla sua antologia La poesia dialettale a Savona nel 1928 e su O Cicciollà nel 1930. Proprio grazie all'aiuto di Noberasco, nel 1934 Giuseppe Cava fu poi assunto presso la Civica Biblioteca di Savona.
Nel 1930, dopo aver operato una profonda revisione delle sue poesie, pubblicò In to remoin (nel vortice della vita), un'opera che ricevette molte lodi e fu apprezzata, in particolare, da Camillo Sbarbaro e, soprattutto, da Angelo Barile.
Nel 1933 l'associazione savonese A Campanassa gli assegnò una medaglia d'oro quale vincitore del III Concorso Canzonettistico Dialettale da essa organizzato. A causa delle sue idee politiche, avendo manifestato pubblicamente le sue opinioni antifasciste, nel 1938, venne licenziato e sottoposto ai vincoli dell'ammonizione da parte delle autorità del regime. In quell'ultimo periodo, grazie soprattutto all'aiuto del prof. Giuseppe Callandrone, Cava poté scrivere numerosi articoli sulla pagina savonese del quotidiano Il Lavoro, riuscendo a trovare un minimo sostegno economico. Gran parte di quegli articoli sarebbero poi stati raccolti trent'anni dopo dall'editore Marco Sabatelli in due volumi.
Giuseppe Cava si spense a Savona il 30 marzo del 1940.
In memoria di Giuseppe Cava è stata intitolata una via savonese, ed è stato dedicato un busto marmoreo nei pressi della Torre del Brandale (Campanassa), nelle vicinanze del luogo in cui sorge l'abitazione dove lui nacque nel 1870.

## Opere
- A strenna de Savonn-a (1923)
- In to remoin (1930)
- In to remoin (1968) ristampa
- Macchiette e osterie della vecchia Savona (1968)
- Vecchia Savona (1968)
- A tramontann-a (1992)
- Te veuggio ben Savunn-a (2001)